# Rankhyttan

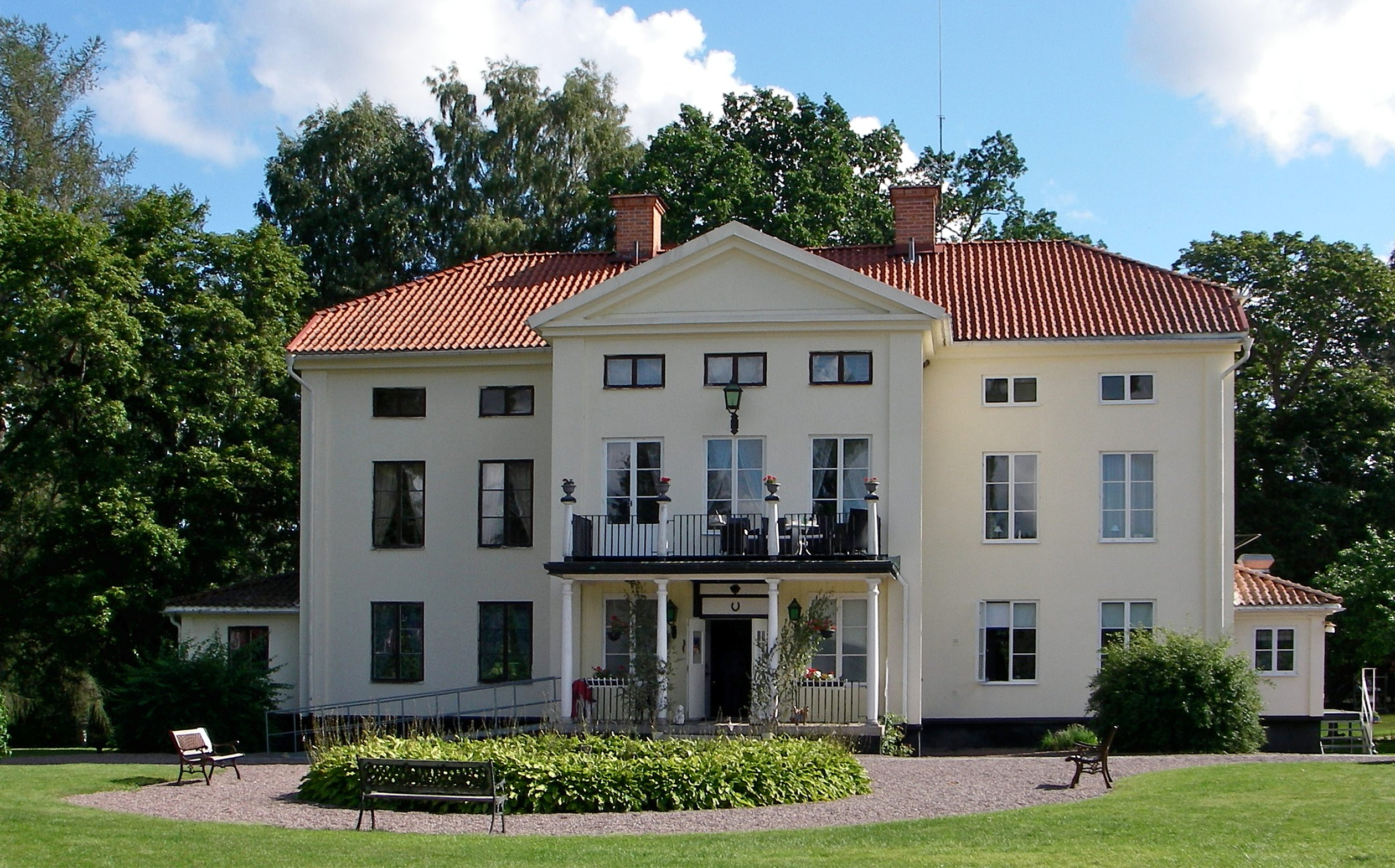
Rankhyttans herrgård

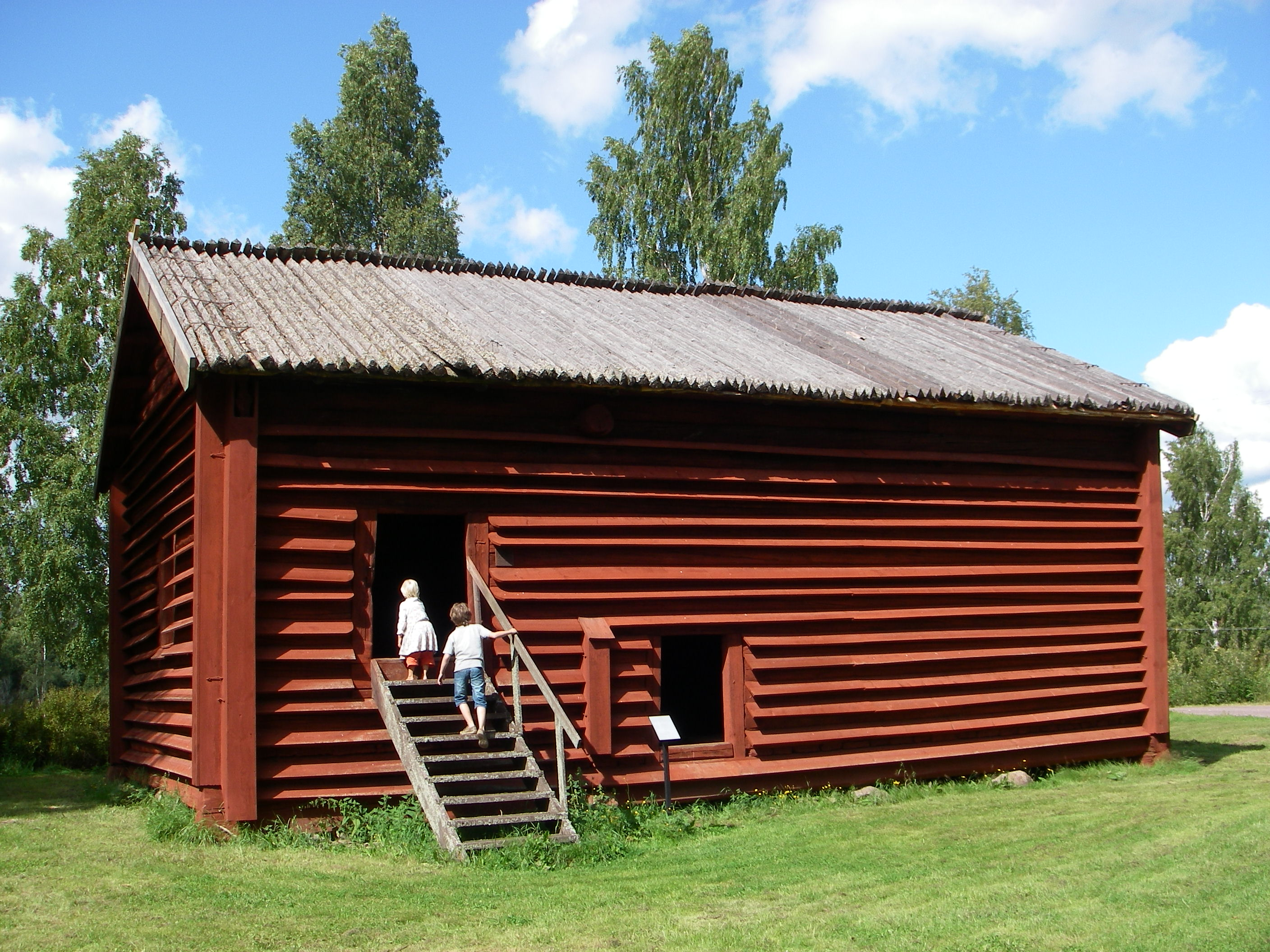
Kungsladan

Rankhyttan är en herrgård i Vika socken, Falu kommun, Dalarnas län vid södra änden av Vikasjön som har förbindelse med sjön Runn. Rankhyttan ägdes under första halvan av 1500-talet av bergsmannen Anders Persson och är uppkallad efter dennes farfar, bergsfrälsemannen Ranke. 

## Kungsladan
På gården finns fortfarande den knuttimrade trösklada, där Gustav Vasa tröskade på senhösten 1520. Den ägs numera av Statens fastighetsverk och är dendrokronologiskt daterad till 1492.